# Конјерс (Џорџија)
Конјерс (енгл. Conyers) град је у америчкој савезној држави Џорџија. По попису становништва из 2010. у њему је живело 15.195 становника.

## Демографија
Према попису становништва из 2010. у граду је живело 15.195 становника, што је 4.506 (42,2%) становника више него 2000. године.
| Група             | 2000.         | 2010.         |
| Белци             | 5.536 (51,8%) | 3.699 (24,3%) |
| Афроамериканци    | 3.572 (33,4%) | 8.598 (56,6%) |
| Азијати           | 278 (2,6%)    | 213 (1,4%)    |
| Хиспаноамериканци | 1.153 (10,8%) | 2.475 (16,3%) |
| Укупно            | 10.689        | 15.195        |